# Nick Weiler-Babb
Nick Weiler-Babb (Arlington, 12 dicembre 1995) è un cestista statunitense naturalizzato tedesco.

## Biografia
È il fratello minore di Chris Babb, a sua volta cestista.

## Carriera
Con la Germania ha disputato i Campionati europei del 2022.

## Statistiche

### College
| Anno      | Squadra           | PG  | PT | MP   | TC%  | 3P%  | TL%  | RP  | AP  | PRP | SP  | PP   |
| --------- | ----------------- | --- | -- | ---- | ---- | ---- | ---- | --- | --- | --- | --- | ---- |
| 2014-2015 | Ark. Razorbacks   | 26  | 0  | 4,8  | 31,8 | 33,3 | 100  | 0,8 | 0,5 | 0,2 | 0,1 | 0,7  |
| 2016-2017 | Iowa St. Cyclones | 35  | 0  | 16,5 | 45,1 | 30,8 | 70,7 | 3,1 | 1,6 | 0,8 | 0,1 | 4,0  |
| 2017-2018 | Iowa St. Cyclones | 22  | 20 | 36,0 | 44,7 | 32,3 | 75,9 | 7,0 | 6,8 | 1,3 | 0,4 | 11,3 |
| 2018-2019 | Iowa St. Cyclones | 35  | 35 | 34,4 | 40,2 | 35,6 | 76,8 | 5,0 | 4,0 | 1,3 | 0,3 | 9,1  |
| Carriera  | Carriera          | 118 | 55 | 22,8 | 42,2 | 34,0 | 75,5 | 3,9 | 3,0 | 0,9 | 0,2 | 6,1  |

### Eurolega
| Anno      | Squadra       | PG  | PT | MP   | TC%  | 3P%  | TL%  | RP  | AP  | PRP | SP  | PP  |
| --------- | ------------- | --- | -- | ---- | ---- | ---- | ---- | --- | --- | --- | --- | --- |
| 2020-2021 | Bayern Monaco | 33  | 13 | 23,6 | 34,8 | 34,0 | 80,7 | 3,2 | 2,2 | 1,2 | 0,2 | 6,3 |
| 2021-2022 | Bayern Monaco | 29  | 16 | 26,2 | 42,7 | 29,2 | 87,5 | 4,2 | 2,9 | 1,1 | 0,2 | 6,2 |
| 2022-2023 | Bayern Monaco | 31  | 25 | 25,5 | 36,8 | 33,1 | 78,1 | 3,5 | 2,0 | 0,6 | 0,3 | 7,7 |
| 2023-2024 | Bayern Monaco | 34  | 4  | 21,8 | 43,8 | 38,7 | 85,0 | 3,2 | 2,1 | 0,7 | 0,1 | 6,2 |
| 2024-2025 | Bayern Monaco | 34  | 34 | 26,3 | 47,8 | 43,5 | 72,7 | 4,1 | 4,9 | 1,5 | 0,1 | 8,2 |
| Carriera  | Carriera      | 161 | 92 | 24,6 | 41,0 | 36,6 | 80,5 | 3,6 | 2,9 | 1,1 | 0,2 | 6,9 |

## Palmarès

### Squadra
- Campionato tedesco: 2

Bayern Monaco: 2023-2024, 2024-2025
- Coppa di Germania: 3

Bayern Monaco: 2020-2021, 2022-2023, 2023-2024

### Individuale
- MVP BBL-Pokal: 1

Bayern Monaco: 2022-2023